# 경남정보고등학교
경남정보고등학교(慶南情報高等學校)는 대한민국 경상남도 진주시 호탄동에 있는 공립 고등학교이다.

## 학교 연혁
- 1974년 1월 5일 : 학교법인 선명 학원 진주상업고등학교 설립인가
- 1974년 3월 6일 : 신입생 입학식 5학급 304명 입학
- 1995년 1월 26일 : 진주시 호탄동 884-2번지로 학교 신축 이전
- 1995년 9월 1일 : 설립자 변경으로 공립학교 전환
- 1998년 6월 18일 : 학칙변경 특성화 고등학교 지정 멀티미디어과 2학급, 전자상거래과 2학급, 경영정보과 2학급, 골프과 1학급, 계 21학급
- 1999년 3월 1일 : 경남정보고등학교 교명 변경
- 2013년 7월 21일 : 학과개편 승인 금융경영과(3학급), 컴퓨터정보과(3학급)
- 2018년 8월 22일 : 학과개편 승인(창업비즈니스과(1), 서비스마케팅과(2), 디지털콘텐츠과(1), 컴퓨터정보과(2), 계 18학급)
- 2020년 3월 1일 : 특성화고혁신지원사업 선정
- 2023년 2월 9일 : 제47회 졸업식(졸업생 68명, 총 졸업생수 14,649명)
- 2023년 3월 1일 : 자율학교 재지정(3년간)
- 2023년 3월 1일 : 제14대 박두숙 교장 취임
- 2023년 3월 2일 : 신입생 65명 입학

## 설치 학과
- 컴퓨터정보과
- 디지털콘텐츠과
- 서비스마케팅과
- 창업비즈니스과

## 참고 자료
- 경남정보고등학교 - 한국교육학술정보원 학교알리미